# Octopicola stocki
Octopicola stocki is een eenoogkreeftjessoort uit de familie van de Octopicolidae. De wetenschappelijke naam van de soort is voor het eerst geldig gepubliceerd in 1963 door Humes.